# Пшасниський повіт
Пшасниський повіт (пол. powiat przasnyski) — один з 37 земських повітів Мазовецького воєводства Польщі.
Утворений 1 січня 1999 року в результаті адміністративної реформи.

## Загальні дані
Повіт знаходиться у північній частині воєводства.
Адміністративний центр — місто Пшасниш.
Станом на 1.01.2008 населення становить 52 781 осіб, площа 1218,56 км².

## Історія
У 1939—1945 роках був Прашніцьким повітом у складі адміністративного округу Цихенау, Східнопруська провінція, Німеччина.

## Демографія
Демографічні дані повіту станом на 30.06.2005:
|       | Всього | Всього | Жінки  | Жінки | Чоловіки | Чоловіки |
| ----- | ------ | ------ | ------ | ----- | -------- | -------- |
|       | осіб   | %      | осіб   | %     | осіб     | %        |
| Повіт | 53 168 | 100    | 26 663 | 50,1  | 26 505   | 49,9     |
| Міста | 19 861 | 100    | 10 283 | 51,8  | 9578     | 48,2     |
| Села  | 33 307 | 100    | 16 380 | 49,2  | 16 927   | 50,8     |